# Santíssimo Nome de Jesus
Santíssimo Nome de Jesus es una freguesia caboverdiana del municipio de Ribeira Grande de Santiago.

## Geografía
La freguesia abarca parte de la isla de Santiago.

## Organización territorial
La freguesia contaba en 2010 con 3854 habitantes distribuidos en las entidades de población de:

### Ciudad
- Cidade Velha (Santiago de Cabo Verde)

### Localidades
- Bota Rama
- Calabaceira
- Costa Achada
- João Varela
- Salineiro
- São Martinho Grande